# Phanxicô thành Assisi
Thánh Phanxicô thành Assisi (tiếng Ý: Francesco d'Assisi; 26 tháng 9, 1181 – 3 tháng 10, 1226), còn gọi là Thánh Phanxicô Khó khăn, là một tu sĩ Công giáo Rôma và người sáng lập Dòng Anh Em Hèn Mọn (Order of Friars Minor), được biết đến nhiều hơn với tên Dòng Phan Sinh.
Giáo hội Công giáo xem ông là thánh bổn mạng loài vật, chim trời, môi trường, và nước Ý. Ngày 4 tháng 10 hằng năm là ngày lễ kính Thánh Phanxicô.

## Tiểu sử

### Thiếu thời
Phanxicô (Francis) là con trai của Pietro di Bernadone, một doanh nhân thành đạt, và Pica Bourlemont. Người ta không biết nhiều về người mẹ ngoại trừ quê quán của bà là nước Pháp. Hai người có bảy người con, Francis chào đời khi người cha đang ở Pháp, mẹ ông cho con chịu lễ rửa tội với tên Gionanni di Bernadone, theo tên của Gioan Baotixita, với mong ước con trai của bà sẽ lớn lên trở thành một nhân vật tôn giáo. Khi trở về Assisi, người cha hết sức tức giận vì ông không muốn con mình trở nên người của giáo hội. Pietro gọi con theo một tên khác, Francesco (một hình dung từ trong tiếng Ý nghĩa là "thuộc về Pháp", ngụ ý sự thành công của ông trên thương trường, và lòng đam mê của ông dành cho mọi sự thuộc về nước Pháp.
Đề kháng lại nghề nghiệp kinh doanh cũng như khát vọng giàu sang của người cha, cậu bé bộc lộ nỗi đam mê dành cho sách vở (cần nên biết chính nhờ tiền bạc của người cha giàu có mà Francis được hưởng một nền giáo dục ưu tú, nhờ đó cậu thành thạo trong kỹ năng đọc một số ngôn ngữ, trong đó có tiếng Latin). Francis nổi tiếng trong vòng bạn bè nhờ tửu lượng cao và giao du rộng, đa phần là với con cái của giới quý tộc. Ngay từ những ngày này, Francis đã tỏ ra thất vọng đối với thế giới cậu đang sống, thể hiện qua cách xử sự của công tử Francis khi gặp một người hành khất. Vào một ngày, lúc đang vui chơi trác táng với bạn bè, một người hành khất tìm đến nài xin của bố thí, trong khi mọi người không hề quan tâm đến tiếng kêu la của người ăn mày, Francis dốc hết túi của mình cho người ấy. Bạn bè xúm lại chế giễu, và khi về nhà, cậu lại hứng chịu cơn thịnh nộ của người cha vì nghĩa cử này.

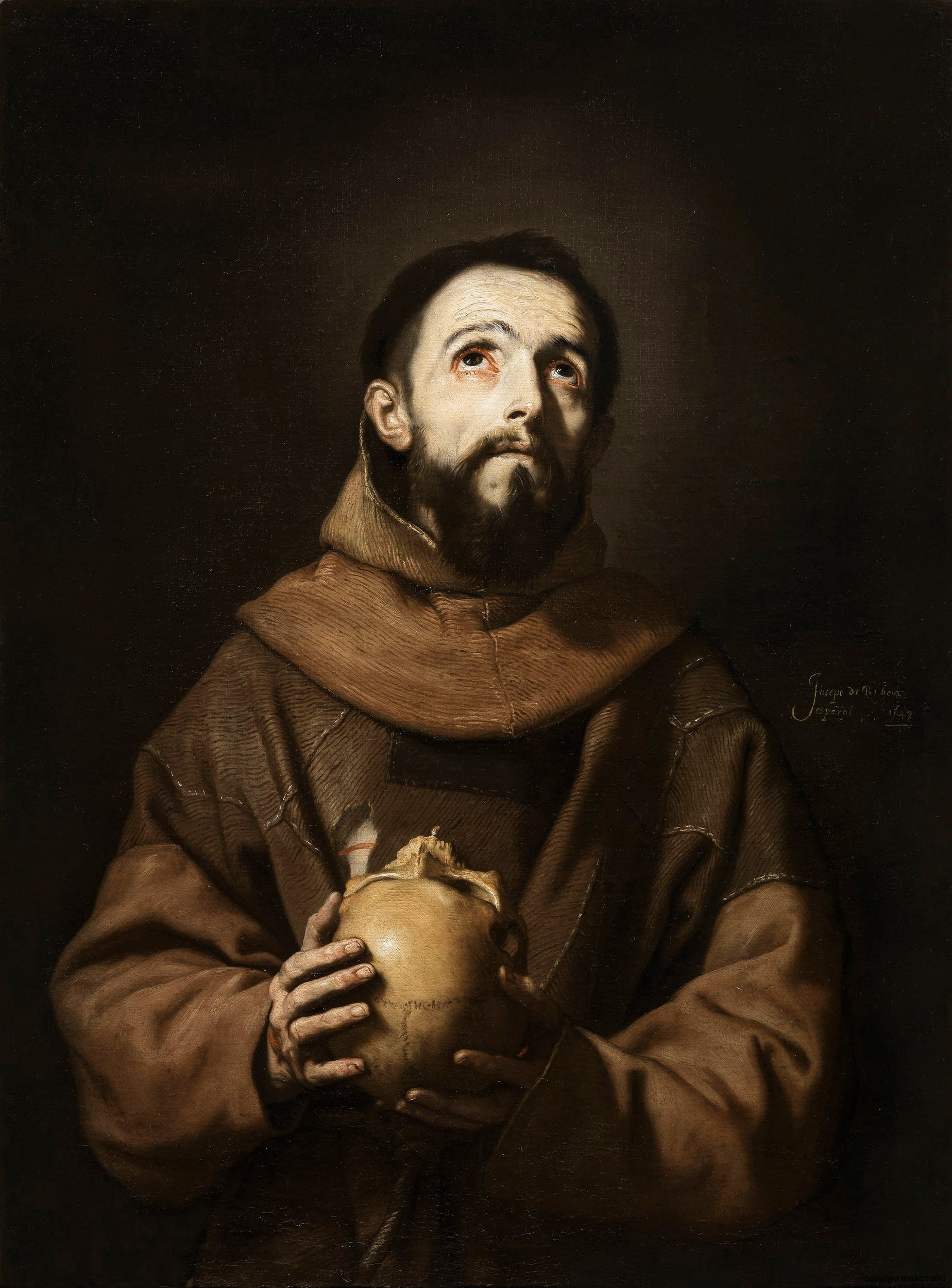
Francis thành Assisi,
tranh của José de Ribera

Năm 1201, Francis gia nhập đội quân viễn chinh đến Perugia, bị bắt giữ làm tù binh trong một năm tại Collestrada. Có lẽ trải nghiệm tâm linh đã đến với Francis trong thời gian này. Sau khi trở về Assisi trong năm 1203, Francis buông mình trở lại cuộc sống phóng túng. Nhưng đến năm 1204, một cơn bạo bệnh đánh động tâm hồn của Francis và dẫn cậu vào một cuộc khủng hoảng tâm linh. Năm 1205, Francis rời bỏ Perugia để gia nhập đạo quân của Gualtiero di Brienne. Trên đường đi, tại Spoleto, một khải tượng lạ lùng đã khiến Francis quay trở lại Assisi và nhấn chìm cậu sâu hơn trong cuộc khủng hoảng tâm linh.
Người ta kể lại rằng khi cố từ chối những trò giải trí và những buổi hội hè đình đám với bạn bè, những người này trêu chọc Francis và hỏi có phải cậu sắp kết hôn không, câu trả lời là "phải, với một cô dâu đẹp hơn bất cứ người phụ nữ nào mà các cậu từng gặp" – Francis ngụ ý "sự nghèo khó" (lady poverty), một thuật từ mà ông thường sử dụng sau này. Francis dành nhiều thời gian sống trong cô độc, nài xin sự soi dẫn từ Thiên Chúa. Dần dà, Francis tìm đến chăm sóc những người mắc bệnh phong, căn bệnh bị xã hội thời ấy xa lánh, đang sống trong những trại phong gần nhà. Khi hành hương đến La Mã, Francis ngồi bên cửa các nhà thờ để hành khất cho những người nghèo.
Cha của Franics, Pietro, trong cơn giận dữ cố làm cho con trai tỉnh trí, trước tiên bằng những lời dọa nạt rồi đến sự trừng phạt thể xác. Sau cùng, trước sự hiện diện của một Giám mục, Francis từ bỏ quyền làm con của Pietro cũng như từ bỏ quyền thừa kế của mình. Trong hai tháng kế tiếp, Francis đi hành khất trong vùng Assisi. Khi trở lại thị trấn, Francis bắt tay vào việc phục hồi các ngôi nhà thờ đổ nát, trong đó có Porziuncola, ngôi nhà nguyện nhỏ bé trong khuôn viên Đại Giáo đường Đức Bà Các Thiên Thần, ngay bên ngoài thị trấn, sau này trở thành nơi ở ông ưa thích.

### Thành lập Dòng Anh em Hèn mọn
Vào cuối giai đoạn này (theo Jordanus là ngày 24 tháng 2 năm 1209), một bài thuyết giáo đã thay đổi cuộc đời của Phanxicô. Nội dung bài giảng tập chú vào Phúc âm Matthew 10:9, thuật lại lời của Chúa Giê-su bảo các môn đồ chớ đem theo mình tiền bạc, ngay cả gậy hoặc giày khi họ đi ra rao giảng phúc âm. Từ sự soi dẫn này, Phanxicô hoàn toàn cung hiến mình cho cuộc sống nghèo khó.
Mặc áo vải thô, đi chân đất, và theo giáo huấn của Chúa Giê-su ký thuật trong các sách phúc âm, không đem theo gậy hoặc túi xách, Phanxicô khởi sự rao giảng thông điệp ăn năn. Môn đệ đầu tiên đến với Phanxicô là Bernado di Quintavalle, một luật gia tên tuổi trong thành phố. Rồi những người khác tìm đến, trong vòng một năm Phanxicô có được mười một môn đệ. Phanxicô quyết định không tìm kiếm chức vụ linh mục, và quy định cộng đồng của ông sống trong tình huynh đệ, vì vậy có tên "fratres minors" nghĩa là "những anh em hèn mọn".
Cộng đồng theo đuổi nếp sống đạm bạc trong một trại phong bị bỏ hoang tại Rivo Torto gần Assisi; dành nhiều thời gian dong ruổi đến các ngôi làng trong vùng đồi núi Umbria, thể hiện tinh thần lạc quan và thường ca hát, tạo ấn tượng sâu đậm trên người nghe bằng những lời khuyên giải chân tình.
Năm 1209, Phanxicô cùng 11 môn đệ đầu tiên tìm đến La Mã để xin Giáo hoàng Innocent III cho phép thành lập một dòng tu mới. Họ gặp Giám mục Guido thành Assisi đang đi cùng Hồng y đẳng Giám mục Sabina là Giovanni di San Paolo. Vị Hồng y có thiện cảm ngay khi gặp Phanxicô, và đồng ý tiến cử ông gặp Giáo hoàng. Hôm sau, Giáo hoàng Innocent miễn cưỡng tiếp Phanxicô và các môn đệ. Sau vài ngày, Giáo hoàng chuẩn thuận, Phanxicô được phong chức phó tế, và được phép đọc Phúc âm trong nhà thờ.
Từ đó, dòng tu mới của Phanxicô phát triển nhanh chóng. Ngày 8 tháng 5 năm 1213, Bá tước Orlando di Chiusi ban tặng Phanxicô Núi La Verna. Ngọn núi này là một trong những địa điểm ẩn cư Phanxicô thường đến để cầu nguyện. Trong năm ấy, Phanxicô đi thuyền đến Maroc nhưng bệnh tật buộc ông phải bỏ dỡ cuộc hành trình và quay về Tây Ban Nha. Sau khi trở lại Assisi, một vài nhà quý tộc (trong đó có Tommasco da Celano, người viết tiểu sử Phanxicô) và một số nhà trí thức tìm đến gia nhập dòng tu.
Ngày 29 tháng 11 năm 1223, bản nội qui của dòng tu (12 chương) được chuẩn thuận bởi Giáo hoàng Honorius III.
Ngày 14 tháng 9 năm 1224, theo tự thuật, từ một khải tượng đặc biệt Phanxicô nhận lãnh và mang trên mình các dấu nhục hình của Chúa Giê-su khi ngài bị treo trên thập tự giá. Theo lời thuật của Sư huynh Leo, người có mặt vào thời điểm ấy, "Đột nhiên ông nhìn thấy một seraph, thiên thần có sáu cánh trên một cây thập tự. Thiên thần này ban cho ông năm vết thương của Chúa Ki-tô." Mặc dù có những tra vấn về tính xác thực của chúng, hiện tượng này trong trải nghiệm Phanxicô thuật lại được giáo hội chấp nhận.. 

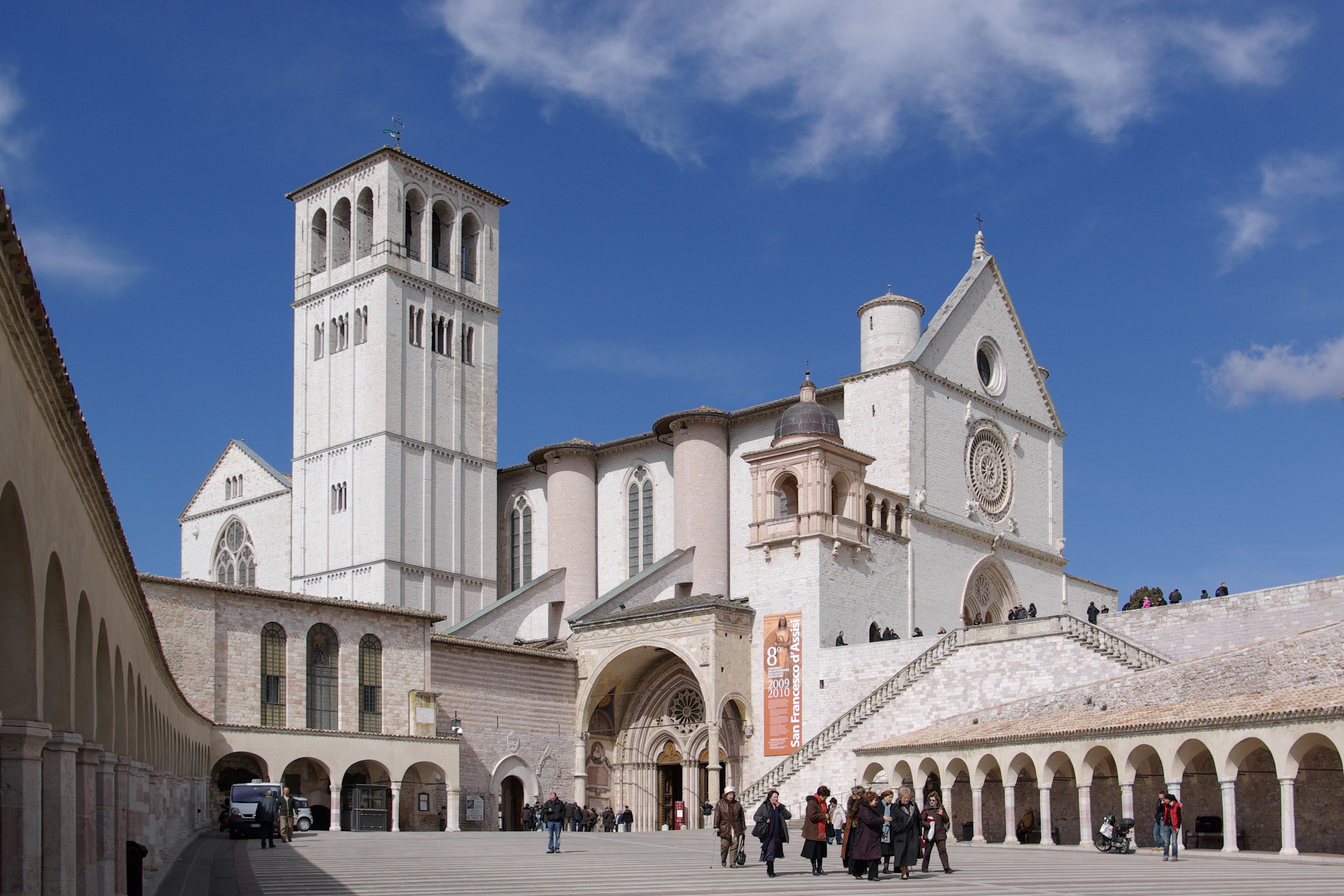
Nhà thờ Thánh Phanxicô ở Assisi.

Bị đau mắt, và có lẽ do sự đau đớn bởi các dấu nhục hình, Phanxicô được đưa đến chữa trị tại một vài thành phố (Siena, Cortona, Nocera) nhưng không hiệu quả. Cuối cùng ông quay về Porziuncola, ngụ trong một transito, túp lều dành cho các tu sĩ già yếu, kế cận Porziuncola. Cảm nhận được sự cuối cùng đã gần kề, Phanxicô dành thì giờ thuật lại những trải nghiệm tâm linh của mình. Ông từ trần vào chiều tối ngày 3 tháng 10 năm 1226 khi đang ngâm nga Thánh Vịnh 141. Ngày lễ của ông cử hành ngày 4 tháng 10 hằng năm.
Phanxicô được Giáo hoàng Grêgôriô IX tuyên thánh ngày 16 tháng 7 năm 1228. Grêgôriô IX chính là Hồng y Ugolino di Conti, một người bạn và là người bảo trợ của Thánh Phanxicô. Hôm sau, Giáo hoàng đặt viên đá đầu tiên xây dựng Giáo đường Thánh Phanxicô tại Assisi.
Các nhà phê bình văn học xem Thánh Phanxicô là nhà thơ đầu tiên của nước Ý. Phanxicô tin rằng giáo dân nên cầu nguyện với Thiên Chúa bằng tiếng mẹ đẻ của mình. Những trước tác của ông được viết bằng phương ngữ Umbria thay vì tiếng Latin, chúng được xem là những tác phẩm lớn cả trong lĩnh vực văn học và tôn giáo. Tác phẩm văn học nổi tiếng nhất của ông là bài Kinh Hòa Bình, bài kinh được hàng triệu Kitô hữu cất lên khi cầu nguyện cho hòa bình nhân loại trong suốt hàng trăm năm qua.

## Những tác phẩm chính của Thánh Francis
- Canticum Fratris Solis or Laudes Creaturarum, Canticle of the Sun.
- Prayer before the Crucifix, 1205 (extant in the original Umbrian dialect as well as in a contemporary Latin translation).
- Regula non bullata, the Earlier Rule, 1221.
- Regula bullata, the Later Rule, 1223.
- Testament, 1226.
- Admonitions.

For a complete list, see  Lưu trữ ngày 13 tháng 1 năm 2006 tại Wayback Machine.